# ルシアン・エール

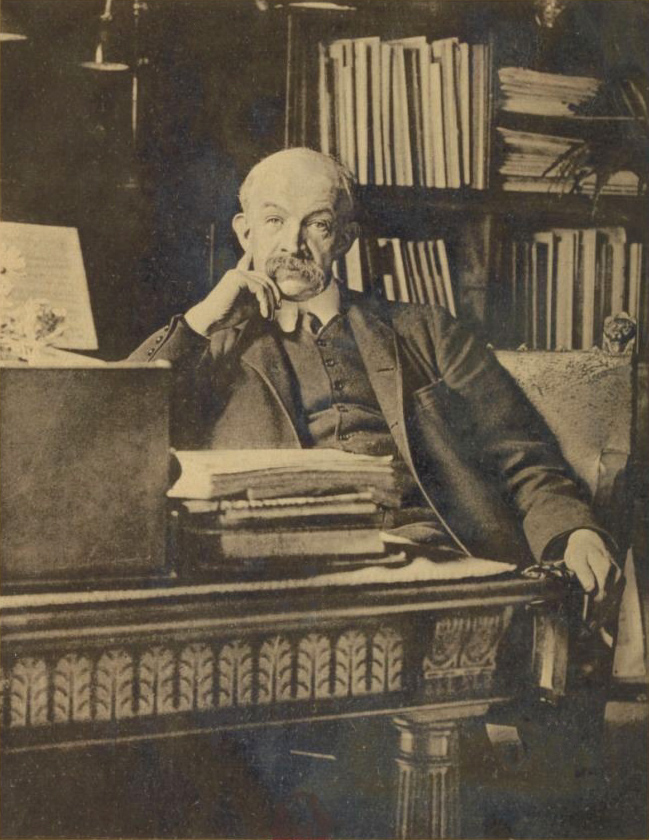
リュシアン・エール（1914年頃）

リュシアン・エール（Lucien Herr、1864年1月17日 - 1926年5月18日）は、パリの高等師範学校（エコール・ノルマル・シュペリウール：ENS） の図書室の司書を務めながら、19世紀後半から20世紀前半にかけて活躍したフランスの社会主義者。ジャン・ジョレスやシャルル・ペギーをはじめとする多くの高等師範学校出身の政治家や作家に影響を与えただけでなく、有名なドレフュス事件の際にはドレフュス大尉の再審を勝ち取るために大きな役割を演じた。
ルシアン・エールとも。

## 経歴
アルザス地方のアルトキルクに生まれたリュシアン・エールは、18歳で高等師範学校に入学した後、1886年に哲学の高等教授資格（アグレガシヨン）を取得した。高等師範学校卒業に際して、母校の図書館司書への就職を強く希望した結果、その願いが叶い1888年から生涯、図書館司書のポストにとどまることになる。その職務に対する決意は、並外れた記憶力を駆使して、図書室の主だった書物を全部読破しようとしたとも言われている。
そこでの広範な読書と語学の才能に支えられて、彼はドイツやイギリスを含めた新刊書籍の批評や、いくつかの文学・哲学雑誌の編集を引き受ける。彼の該博な知識や批評眼が真価を発揮するのは、社会主義者としてドレフュス事件に介入したときである。高等師範学校図書室を訪れる多くの「生徒」や「同窓生」に対して彼は、その知的権威と独特の説得力でもって社会主義に「改宗」させ、彼らをドレフュス再審派へと結集させる大きな役割を担った。
エール自身の社会主義運動への接近は1889年頃からで、ポール・ブルス、ジャン・アルマーヌらが設立した社会主義労働者連盟（FTSF / ポッシビリスト）に加入した時点から始まる。ブーランジェ事件等に関するエールの共和制擁護の論評や、ゼネラル・ストライキに対する好意的な見方に感銘したアルマーヌが彼に加盟を呼びかけたのである。そののち彼は革命的社会主義労働党（POSR）に参加することになる。ちなみに年長のジョレスをはじめ、ペギー、レオン・ブルムを社会主義に導いたのは彼である。
ドレフュス事件に際して、ユダヤ人、ドレフェスの有罪を支持するモーリス・バレスに反論するなかで（ラ・ルヴュー・ブランシュ1895年2月15日）、フランスが1870年の普仏戦争で敗れ、アルザス地方が併合された折に、エールの家族もまた故郷を去らなければならなかったことを引き合いに出して、「私自身もまた（バレスの言う、ユダヤ人と同じく）デラシネ（故郷喪失者）なのだ」と反論する。そして彼は、ペギーをはじめとする若い知識人（ブルム、ベルナール・ラザール、ジュール・イザークら）の結集を計る。シューレル・ケストナー、ジョレス、エミール・ゾラ、ジョルジュ・クレマンソーらは説得する必要もない、それぞれ「再審派の立役者」であった。エールはドレフュス釈放の請願を組織する一方、人権連盟の設立者の一人となり、生涯その支持者であった。
1904年、エールはジョレスらとともに日刊紙『ユマニテ』を創刊する。人間、人間性を意味するユマニテの名付け親は彼である。彼は社会主義統一派グループの熱心な活動家として社会主義者の大同団結を訴えていたが、1905年4月のグローブ合同大会で、ついに統一社会党（SFIO）の創設が決議され、ユマニテはその機関紙となった。1920年、トゥール大会でのブルムの演説草稿作成に関与するが、この大会でその設立に大いにあずかった統一社会党は分裂することになり、ひどく失望した。
平和主義者でドイツ文化の専門家としてのエールは、第一次世界大戦の勃発に大いに大いに心を痛めた。戦後、彼はドイツ人との知的交流を取り戻すのに努力した。1920年以降、彼はフランスの図書館に対するドイツ書籍の充実を話し合う使節として再度30数年ぶりにベルリンを訪れている。
1926年に死去。その後、親友シャルル・アンドレールによる伝記が刊行され、フランスの現代史において謎めいた人物として扱われてきたエールに対する、再評価のきっかけとなった。